# アマースティア (小惑星)
アマースティア (516 Amherstia) は、小惑星帯に位置する小惑星である。
レイモンド・スミス・ドゥーガンがハイデルベルクで発見した8つ目の小惑星で、学位をとったアマースト大学にちなんで名づけられた。
直径73kmという比較的大きなM型小惑星で、木星と火星の間の変わった軌道をとる。